# Hippodamia convergens
Hippodamia convergens és una espècie de coleòpter de la família dels coccinèl·lids, una de les marietes més comunes a Amèrica. La seva forma és més allargada que la d'altres espècies de marietes, i mesura entre 4 i 7 mil·límetres de longitud. En el cap té un cridaner dibuix en blanc i negre. Els èlitres són de color vermell amb punts negres, en nombre variable (13 com màxim).
Com les altres espècies de marieta, la seva presa més freqüent són els àfids o pulgons, encara que s'alimenta també d'altres petits insectes. Viuen aproximadament un any. El seu cicle vital està relacionat amb el dels pulgons. Neixen a l'abril o maig: cada femella posa entre 200 i 1.000 ous de petita grandària dels quals neixen les larves, que en l'espai d'un mes multipliquen per 4 la seva grandària. A continuació passen a la fase de pupa, que dura uns 12 dies i després es transformen en adults.